# Trevor Sinclair
Trevor Lloyd Sinclair (Londres, Inglaterra, 2 de marzo de 1973) es un exfutbolista inglés, jugaba como volante y se retiró en 2008. Con la selección de fútbol de Inglaterra jugó el Mundial 2002.

## Clubes
| Club                | País       | Año         | Partidos | Goles |
| Blackpool FC        | Inglaterra | 1989 - 1993 | 112      | 15    |
| Queens Park Rangers | Inglaterra | 1993 - 1998 | 168      | 16    |
| West Ham United     | Inglaterra | 1998 - 2003 | 177      | 37    |
| Manchester City     | Inglaterra | 2003 - 2007 | 82       | 5     |
| Cardiff City FC     | Gales      | 2007 - 2008 | 21       | 1     |

## Palmarés
West Ham United FC
- Copa Intertoto: 2000

- Datos: Q433702